# Saint-Denis-de-Cabanne
Saint-Denis-de-Cabanne – miejscowość i gmina we Francji, w regionie Owernia-Rodan-Alpy, w departamencie Loara.
Według danych na rok 1990 gminę zamieszkiwało 1357 osób, a gęstość zaludnienia wynosiła 177 osób/km² (wśród 2880 gmin regionu Rodan-Alpy Saint-Denis-de-Cabanne plasuje się na 618. miejscu pod względem liczby ludności, natomiast pod względem powierzchni na miejscu 1306.).